# Ladies in Retirement
Ladies in Retirement é um filme norte-americano de 1941, dos gêneros suspense, drama e policial, dirigido por Charles Vidor, com roteiro de Garrett Fort e Reginald Denham baseado na peça teatral homônima de Denham e Edward Percy., por sua vez inspirada numa história real ocorrida na França

## Produção
O filme é ambientado, claustrofobicamente, numa casa isolada no estuário do rio Tâmisa, por isso, segundo o site AllMovie, sofre os efeitos comuns aos chamados "teatros filmados", entre eles a falta de variedade visual.
O roteiro é bastante fiel à peça no qual é baseado, peça esta que teve 151 representações na Broadway de março a agosto de 1940, e é baseada em um acontecimento real, de 1886.
Segundo Ken Wlaschin, este seria um dos 10 melhores desempenhos da carreira de Ida Lupino.
A Columbia Pictures produziu uma refilmagem em 1969, com o título de The Mad Room. O diretor Bernard Girard comandou um elenco que teve Stella Stevens e Shelley Winters nos papéis principais.

## Sinopse
Londres, finais do século 19. Tensões emergem entre a atriz aposentada Leonora Fiske e a governanta Ellen Creed, quando esta convida suas irmãs Emily e Louisa para uma visita à mansão vitoriana onde residem. As moças têm problemas mentais e, para evitar que sejam internadas, Ellen mata sua empregadora e requisita a casa para si. Porém, a chegada de seu sobrinho Albert Feather frustra seus planos, de vez que ele logo descobre a verdade e a força a confessar.

## Premiações
| Patrocinador                                  | Prêmio | Categoria                                                                        | Situação |
| --------------------------------------------- | ------ | -------------------------------------------------------------------------------- | -------- |
| Academia de Artes e Ciências Cinematográficas | Oscar  | Melhor direção de arte em preto e branco Melhor trilha sonora - comédia ou drama | Indicado |

## Elenco
| Ator/Atriz      | Personagem     |
| --------------- | -------------- |
| Ida Lupino      | Ellen Creed    |
| Louis Hayward   | Albert Feather |
| Evelyn Keyes    | Lucy           |
| Elsa Lanchester | Emily Creed    |
| Edith Barrett   | Louisa Creed   |
| Isobel Elsom    | Leonora Fiske  |
| Emma Dunn       | Irmã Theresa   |
| Queenie Leonard | Irmã Agatha    |
| Clyde Cook      | Bates          |